# Gradsko-kotarska nogometna liga Rijeka 1956./57.
Gradsko-kotarska nogometna liga Rijeka, također i pod nazivima Kotarsko nogometno prvenstvo Rijeke, Kotarska liga Rijeka je bila liga četvrtog stupnja nogometnog prvenstva Jugoslavije u sezoni 1956./57. 
 
Liga je igrana u dvije skupine i to: 

- "Primorska skupina" (grupa)

– 11 klubova, prvak "Nehaj" iz Senja 
- "Goranska skupina" (grupa) – prvak "Građevinar" iz Ogulina

## Primorska skupina
Ljestvica
| mj. | klub                       | ut. | pob. | ner. | por. | gol+ | gol- | bod |
| --- | -------------------------- | --- | ---- | ---- | ---- | ---- | ---- | --- |
| 1.  | Nehaj Senj                 | 20  | 14   | 3    | 3    | 68   | 36   | 31  |
| 2.  | Grobničan (Cernik – Čavle) | 20  | 11   | 4    | 5    | 73   | 49   | 26  |
| 3.  | Primorje Krasica           | 20  | 11   | 3    | 6    | 55   | 34   | 25  |
| 4.  | Viktor Lenac Rijeka        | 20  | 10   | 4    | 6    | 50   | 33   | 24  |
| 5.  | Primorac Šmrika            | 20  | 10   | 2    | 8    | 40   | 42   | 22  |
| 6.  | Crikvenica                 | 20  | 10   | 1    | 9    | 57   | 45   | 21  |
| 7.  | Svjetlost Rijeka           | 20  | 8    | 3    | 9    | 37   | 32   | 19  |
| 8.  | Klana                      | 20  | 8    | 1    | 11   | 34   | 41   | 17  |
| 9.  | Vinodol Novi Vinodolski    | 20  | 8    | 1    | 11   | 39   | 55   | 17  |
| 10. | Lučki radnik Rijeka        | 20  | 3    | 5    | 12   | 19   | 63   | 11  |
| 11. | Pomorac Kostrena           | 20  | 1    | 5    | 14   | 18   | 60   | 7   |

Rezultatska križaljka
| kratica | klub                       | CRI | GRO | KLA | LUR | NEH | POM | PRIA | PRIJ | SVJ | VIKL | VIN |
| --- | -------------------------- | --- | --- | --- | --- | --- | --- | ---- | ---- | --- | ---- | --- |
| CRI | Crikvenica                 |     |     |     |     |     |     |      |      |     |      |     |
| GRO | Grobničan (Cernik – Čavle) |     |     |     |     |     |     |      |      |     |      |     |
| KLA | Klana                      |     |     |     |     |     |     |      |      |     |      |     |
| LUR | Lučki radnik Rijeka        |     |     |     |     |     |     |      |      |     |      |     |
| NEH | Nehaj Senj                 |     |     |     |     |     |     |      |      |     |      |     |
| POM | Pomorac Kostrena           |     |     |     |     |     |     |      |      |     |      |     |
| PRIA | Primorac Šmrika            |     |     |     |     |     |     |      |      |     |      |     |
| PRIJ | Primorje Krasica           |     |     |     |     |     |     |      |      |     |      |     |
| SVJ | Svjetlost Rijeka           |     |     |     |     |     |     |      |      |     |      |     |
| VIKL | Viktor Lenac Rijeka        |     |     |     |     |     |     |      |      |     |      |     |
| VIN | Vinodol Novi Vinodolski    |     |     |     |     |     |     |      |      |     |      |     |
| |                            |     |     |     |     |     |     |      |      |     |      |     |
| podebljan rezultat - utakmice od 1. do 11. kola (1. utakmica između klubova) rezultat normalne debljine - utakmice od 12. do 22. kola (2. utakmica između klubova) rezultat nakošen - nije vidljiv redoslijed odigravanja međusobnih utakmica iz dostupnih izvora rezultat smanjen * - iz dostupnih izvora nije uočljiv domaćin susreta prekrižen rezultat - poništena ili brisana utakmica p - utakmica prekinuta 3:0 p.f. / 0:3 p.f. - rezultat 3:0 bez borbe n.i. - nije igrano |                            |     |     |     |     |     |     |      |      |     |      |     |

 Izvori:

## Goranska skupina
Prvak "Građevinar" iz Ogulina 
Sudionici
Ljestvica
Rezultatska križaljka